# Gołębiów (powiat lipski)
Gołębiów (dawn. Zofiówka) – wieś sołecka w Polsce położona w województwie mazowieckim, w powiecie lipskim, w gminie Lipsko. Leży przy DK79 i DW754. Obok miejscowości przepływa Strużanka, dopływ Iłżanki.
| SIMC    | Nazwa   | Rodzaj    |
| ------- | ------- | --------- |
| 0628030 | Nowinki | część wsi |

W latach 1975–1998 miejscowość należała administracyjnie do województwa radomskiego.
Mała wioska granicząca z wsią Szymanów.
Wierni Kościoła rzymskokatolickiego należą do parafii Świętej Trójcy w Lipsku.